# بخش سلیمان
بخش سلیمان یکی از بخش‌های شهرستان زاوه در استان خراسان رضوی ایران است.

## جمعیت
بر پایه سرشماری عمومی نفوس و مسکن در سال ۱۳۹۰ جمعیت این بخش ۳۰٬۸۵۵ نفر (در ۸٬۳۵۲ خانوار) بوده است.

## تقسیمات کشوری
بخش سلیمان از دو دهستان تشکیل شده‌است:
- دهستان ساق
- دهستان سلیمان